# 朝浦
朝浦（1984年5月29日—），是日本的輕小說作家。出身於北海道。
就讀於北海道工業大學工學科，以《黃花之紅》這部作品得到第5回Super Dash小說新人獎（由集英社舉辦）大賞。2006年9月以該作品出道。

## 主要作品

### 小說
Dash X文庫‧集英社
- 《FANG OF UNDERDOG敗犬之牙》[1]
  1. 獵犬的資格
  2. 鴉之喙

Super Dash文庫‧集英社
- 《黃花之紅》
- 《香草追擊 - A sweet partner》
- 《便·當》

Overlap文庫‧Overlap
- 《死亡樂園》
- 《猛男社工來我家》[2]

富士見ファンタジア文庫
- 《英雄都市的笨蛋們》[3]

### 遊戲
- 《秋葉原之旅》（劇本協助）

### 動畫
- 《便·當》：原作
- 《童話魔法使》：編劇
- 《暮光幻影》：編劇
- 《Revisions》：編劇
- 《Lycoris Recoil 莉可麗絲》：故事原案

## 外部連結
- （日語）アサウラの生存観察室 （页面存档备份，存于），本人的網誌。
- （日語）AKIBA'S TRIP公式官網 （页面存档备份，存于）
- 朝浦的X（前Twitter）